# Wagener-stadion
Wagener-stadion – wielofunkcyjny stadion położony w Amstelveen. Obecnie używany głównie do rozgrywek hokeja na trawie. Rozegrano na nim wszystkie mecze mistrzostw świata w hokeju na trawie w 1973. Pojemność tego stadionu wynosi 9 000 ludzi. Od 1980 roku należy do Holenderskiej Federacji Hokeja na Trawie (Koninklijke Nederlandse Hockey Bond). Został wybudowany przez Amsterdamsche Hockey & Bandy Club, by uhonorować jego prezydenta, Joopa Wagenera (1881–1945). Budowa została ukończona w 1938, rok przed dotarciem drugiej wojny światowej na front holenderski.
W przeszłości na stadionie zorganizowano wiele ważnych imprez:
- Mistrzostwa świata w hokeju na trawie mężczyzn w 1973,
- Mistrzostwa Europy w Hokeju na Trawie Mężczyzn 2009[2],
- Trofeum Mistrzów w latach 1982, 1987, 2000, 2001, 2003, 2006 i 2011[2].